# POPPY 1
POPPY 1 – pierwszy zespół amerykańskich wojskowych satelitów wywiadowczych i technologicznych, wchodzących w skład odtajnionego w 2005 programu Poppy. Satelity zostały zbudowane przez Naval Research Laboratory, a odtajnienia dokonało amerykańskie Narodowe Biuro Rozpoznania, NRO.
W ramach pierwszego startu, 13 grudnia 1962 o 04:07 GMT z kosmodromu Vandenberg wystrzelono na orbitę statki:
- 1962-067A – Black Sphere (Poppy 1A)
- 1962-067B – Injun 3
- 1962-067C – SURCAL 2A (Poppy 1B)
- 1962-067D – SURCAL 1A
- 1962-067E – Calsphere 1A